# Huntington (Vermont)
Huntington – miasto w Stanach Zjednoczonych, w stanie Vermont, w hrabstwie Chittenden.